# Ada Crossley

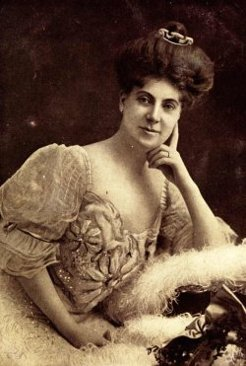
Ada Crossley (ca. 1900)

Ada Jemima Crossley (* 3. März 1871 in Tarraville; † 17. Oktober 1929 in Great Missenden) war eine australische Opernsängerin (Alt).

## Leben
Crossley hatte als Kind Klavierunterricht und spielte Orgel in verschiedenen Kirchen. Später war sie Klavierschülerin von Alberto Zelman. Sie begann ihre Gesangsausbildung bei Fanny Simonsen und debütierte als Sängerin 1889 in der Town Hall von Melbourne beim Philharmonic Subscription Concert. In den nächsten Jahren trat sie als Oratorien- und Konzertsängerin auf und war Erste Altistin im Chor von Charles Strongs Australian Church.
1894 reiste sie nach London und studierte dort bei Charles Santley sowie in Paris bei Mathilde Marchesi. Sie debütierte 1895 in der Londoner Queen's Hall und wurde, nachdem sie Clara Butt bei einem Konzert in Manchester vertreten hatte, eine gesuchte Oratoriensängerin in England, die allein in zwei Jahren fünfmal vor Queen Victoria auftrat.
1902–03 unternahm sie eine Tournee durch die USA, bei der sie Aufnahmen bei Victor Records sang und von James Cassius Williamson für eine Konzertreise durch Australien und Neuseeland engagiert wurde. Zu ihren Begleitern auf dieser Tournee zählte der junge Percy Grainger. 1904 kehrte sie über Südafrika nach England zurück. 1905 heiratete sie den Arzt Francis Frederick Muecke, den Sohn des australischen Unternehmers Hugo Carl Emil Muecke. 1908–09 besuchte sie erneut Australien, wiederum in Begleitung von Percy Granger. Ab 1913 zog sie sich von der Konzertbühne zurück und trat nur noch bei Wohltätigkeitsveranstaltungen auf.